# Papilio
Papilio este un gen de fluturi din familia Papilionidae, singurul din tribul monotipic Papilionini. Cuvântul papilio provine din latinescul pentru fluture.
Acest gen cuprinde câteva specii de fluturi bine cunoscuți din America de Nord, cum ar fi Papilio rutulus. Printre speciile din Asia se numără Papilio polytes, Papilio polymnestor, Papilio memnon și Papilio deiphobus, din Australia Papilio aegeus, Papilio ulysses și din Africa Papilio demodocus.

## Specii
Listate alfabetic pe grupe.

Subgenul Papilio Linnaeus, 1758:
- Grupul machaon:

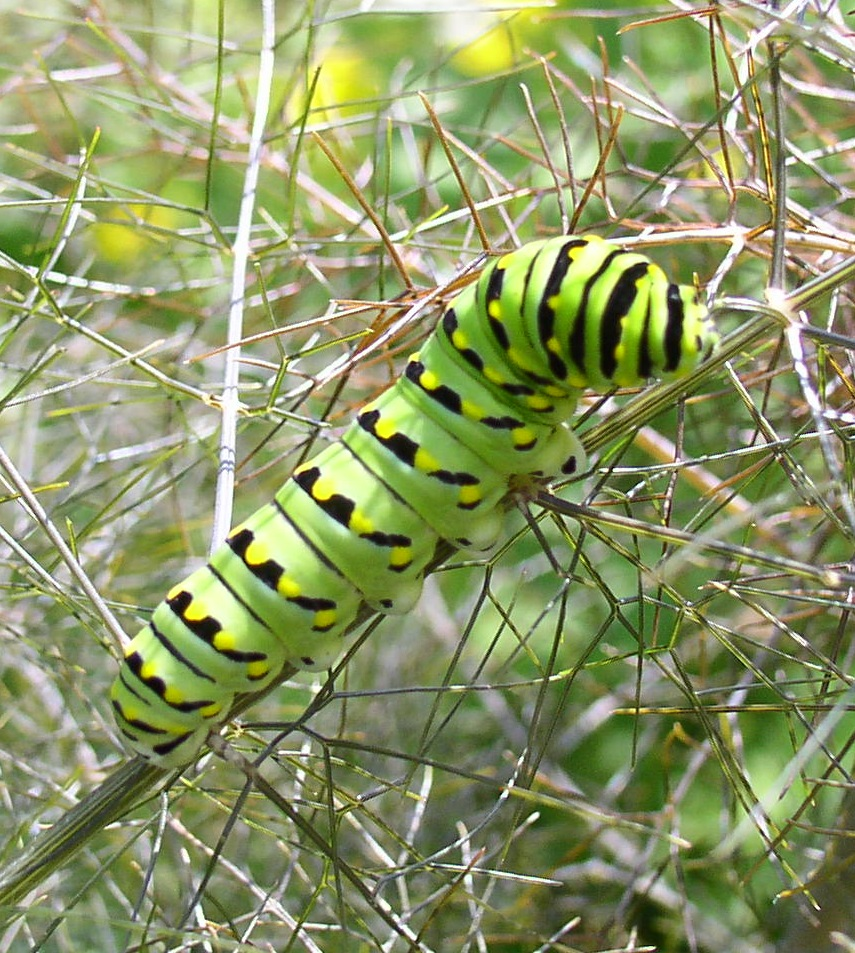
Papilio polyxenes, omidă pe Foeniculum vulgare

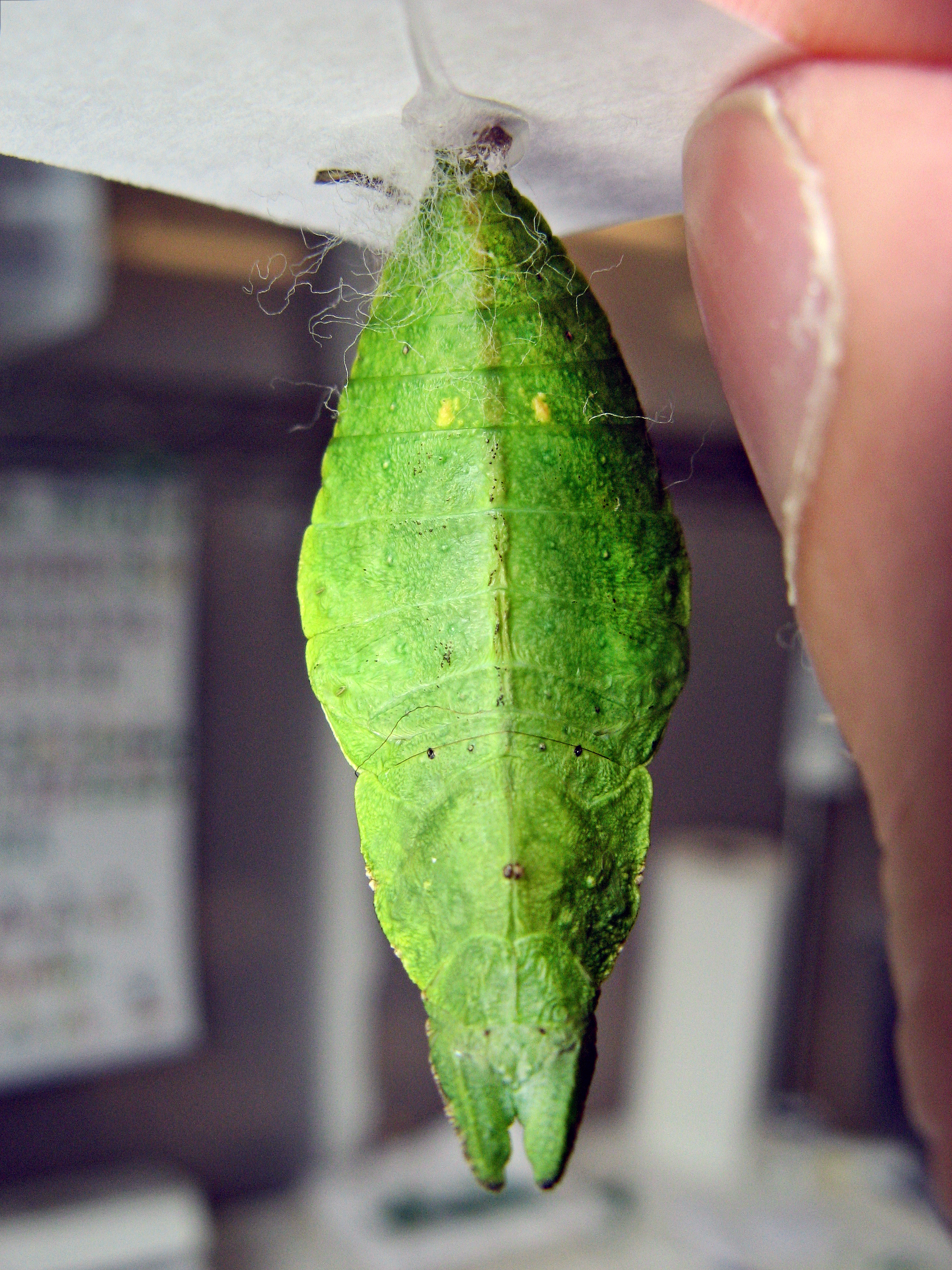
Papilio dardanus, crisalidă

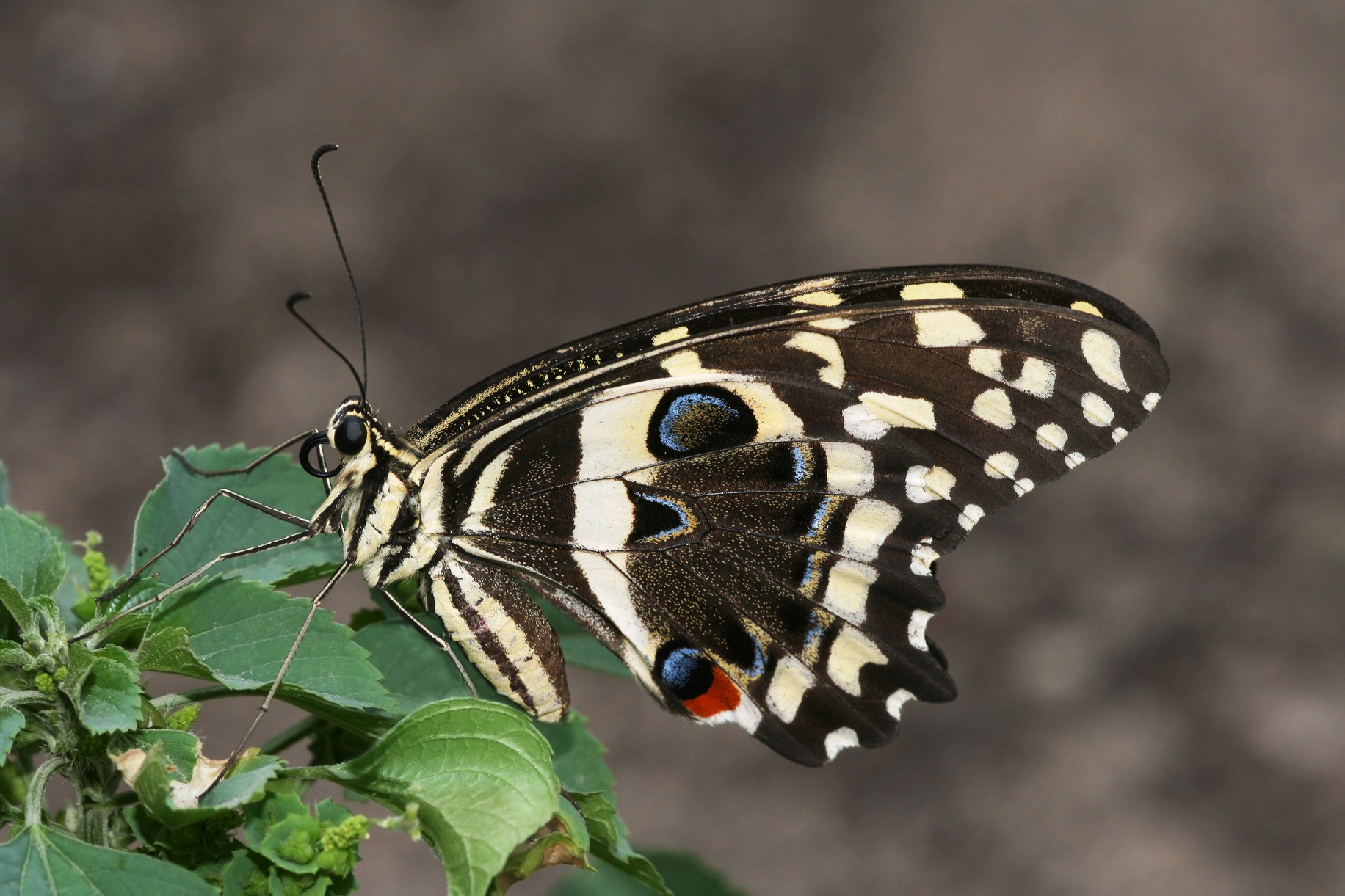
Papilio demodocus

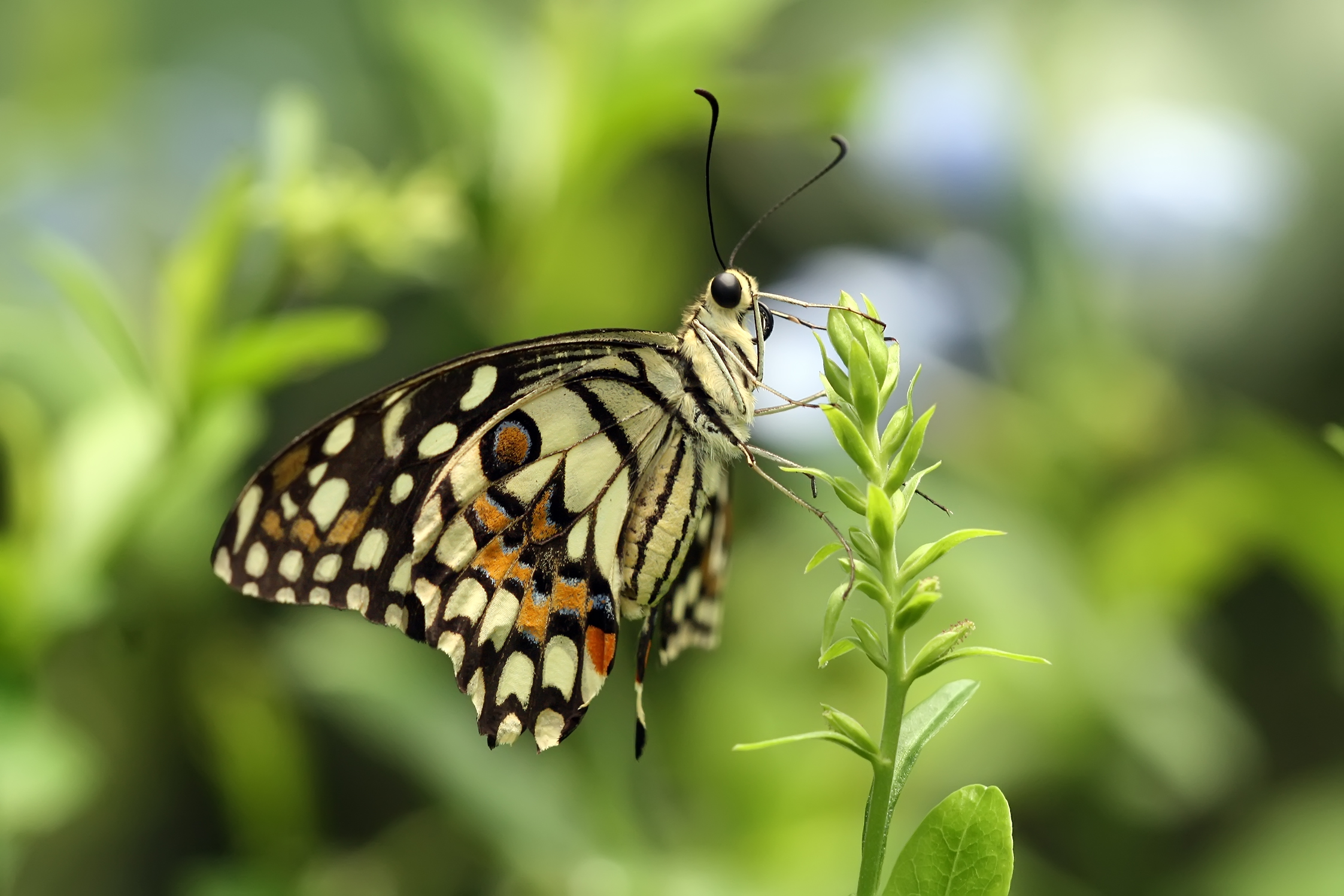
Papilio demoleus în Bangalore, India

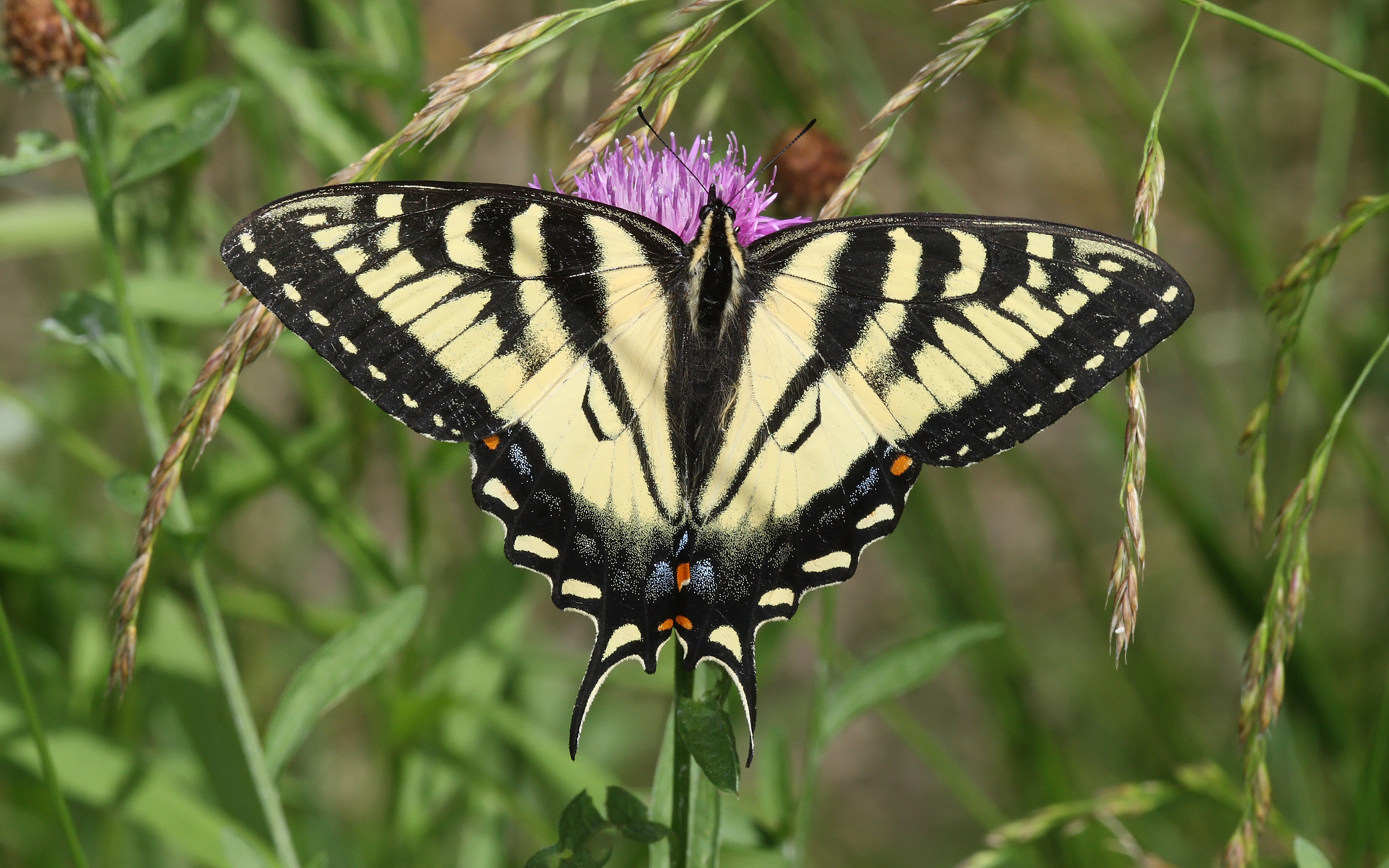
Papilio canadensis în Ontario, Canada

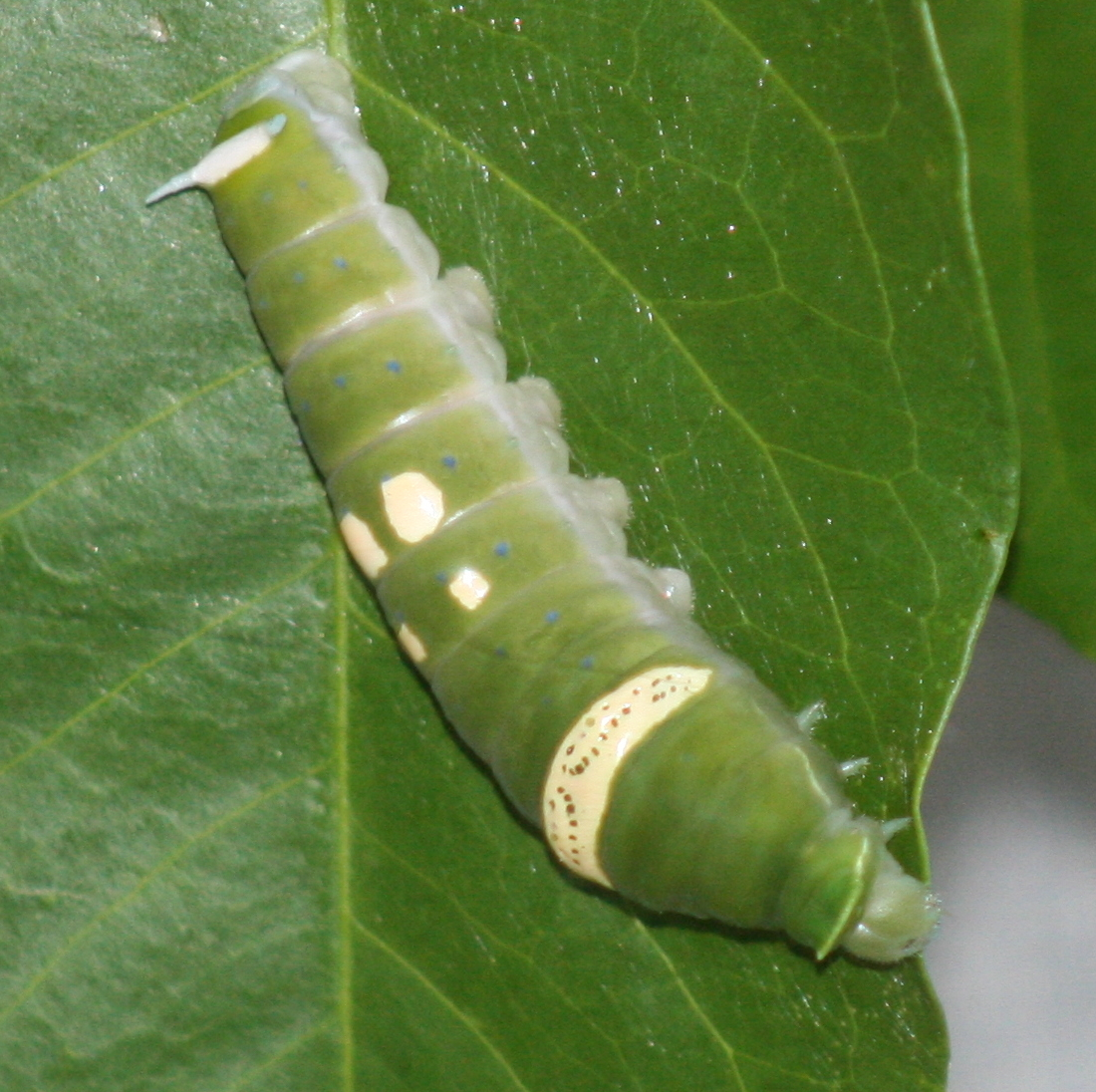
Papilio ulysses, omidă

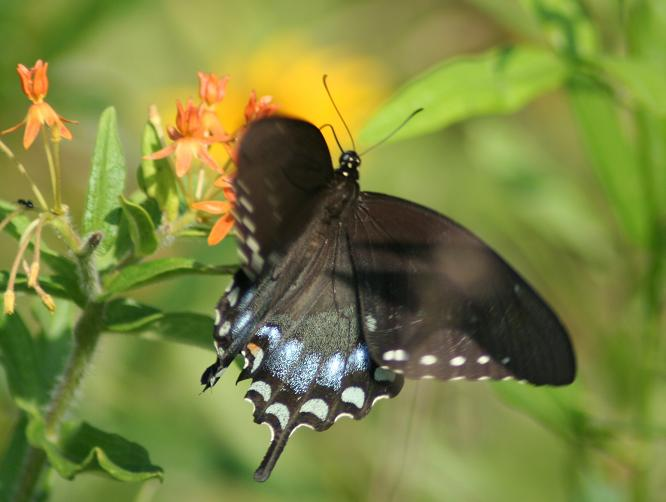
Papilio troilus

  - Papilio alexanor Esper, 1800 – coadă-de-rândunică sudic
  - Papilio brevicauda Saunders, 1869 – coadă-de-rândunică scurtă
  - Papilio hospiton Géné, 1839 – coadă-de-rândunică corsic
  - Papilio indra Reakirt, 1866 – coadă-de-rândunică indra
  - Papilio machaon Linnaeus, 1758 – coadă-de-rândunică din lumea veche
  - Papilio saharae Oberthür, 1879 – coadă-de-rândunică de sahara
  - Papilio polyxenes Fabricius, 1775 – coadă-de-rândunică neagru
  - Papilio zelicaon Lucas, 1852 – coadă-de-rândunică vestic

Subgenul Princeps Hübner, [1807]:
- Grupul antimachus:
  - Papilio antimachus Drury, 1782 – coadă-de-rândunică african mare

- Grupul zalmoxis:
  - Papilio zalmoxis Hewitson, 1864 – coadă-de-rândunică albastru mare

- Grupul nireus:
  - Papilio aristophontes Oberthür, 1897
  - Papilio nireus Linnaeus, 1758 – Green-banded Swallowtail
  - Papilio charopus Westwood, 1843 – Tailed Green-banded Swallowtail
  - Papilio chrapkowskii Suffert, 1904 – Broad Green-banded Swallowtail or Chrapkowski's Green-banded Swallowtail
  - Papilio chrapkowskoides Storace, 1952 – Broadly Green-banded Swallowtail
  - Papilio desmondi van Someren, 1939 – Desmond's Green-banded Swallowtail
  - Papilio hornimani Distant, 1879 – Hornimans Green-banded Swallowtail or Horniman's Swallowtail
  - Papilio interjectana Vane-Wright, 1995 – Van Someren's Green-banded Swallowtail
  - Papilio sosia Rothschild & Jordan, 1903 – Medium Green-banded Swallowtail
  - Papilio thuraui Karsch, 1900
  - Papilio ufipa Carcasson, 1961
  - Papilio wilsoni Rothschild, 1926

- Grupul cynorta:
  - Papilio arnoldiana Vane-Wright, 1995
  - Papilio cynorta Fabricius, 1793 – Mimetic Swallowtail
  - Papilio plagiatus Aurivillius, 1898 – Mountain Mimetic Swallowtail

- Grupul dardanus:
  - Papilio dardanus Brown, 1776 – Mocker Swallowtail, Flying Handkerchief, or African Swallowtail
  - Papilio constantinus Ward, 1871 – Constantine's Swallowtail
  - Papilio delalandei Godart, [1824]
  - Papilio phorcas Cramer, [1775] – Apple-green Swallowtail or Green Banded Swallowtail
  - Papilio rex Oberthür, 1886 – Regal Swallowtail

- Grupul zenobia:
  - Papilio cyproeofila Butler, 1868 – Common White-banded Swallowtail
  - Papilio fernandus Fruhstorfer, 1903
  - Papilio filaprae Suffert, 1904
  - Papilio gallienus Distant, 1879 – Narrow-banded Swallowtail
  - Papilio mechowi Dewitz, 1881
  - Papilio mechowianus Dewitz, 1885
  - Papilio nobicea Suffert, 1904 – Volta Swallowtail
  - Papilio zenobia Fabricius, 1775 – Zenobia Swallowtail

- Grupul demodocus:
  - Papilio demodocus Esper, 1799 – Citrus Swallowtail, Citrus Butterfly, Orange Dog, or Christmas Butterfly
  - Papilio demoleus Linnaeus, 1758 – (Common) Lime Swallowtail or Lime Butterfly
  - Papilio erithonioides Grose-Smith, 1891
  - Papilio grosesmithi Rothschild, 1926
  - Papilio morondavana Grose-Smith, 1891 – Madagascan Emperor

- Grupul echerioides:
  - Papilio echerioides Trimen, 1868 – White-Banded Swallowtail
  - Papilio fuelleborni Karsch, 1900
  - Papilio jacksoni Sharpe, 1891 – Jackson's Swallowtail
  - Papilio sjoestedti Aurivillius, 1908 – Kilimanjaro Swallowtail

- Grupul oribazus:
  - Papilio oribazus Boisduval, 1836
  - Papilio epiphorbas Boisduval, 1833
  - Papilio nobilis Rogenhofer, 1891 – Noble Swallowtail

- Grupul hesperus:
  - Papilio hesperus Westwood, 1843 – Emperor Swallowtail
  - Papilio euphranor Trimen, 1868 – Forest Swallowtail or Bush Kite
  - Papilio horribilis Butler, 1874
  - Papilio pelodurus Butler, 1896

- Grupul menestheus:
  - Papilio menestheus Drury, 1773 – Western Emperor Swallowtail
  - Papilio lormieri Distant, 1874 – Central Emperor Swallowtail
  - Papilio ophidicephalus Oberthür, 1878 – Emperor Swallowtail

- The incertae sedis:
  - Papilio andronicus Ward, 1871
  - Papilio chitondensis Bivar de Sousa & Fernandes, 1966
  - Papilio leucotaenia Rothschild, 1908 – Cream-banded Swallowtail
  - Papilio mackinnoni Sharpe, 1891 – MacKinnon's Swallowtail
  - Papilio maesseni Berger, 1974
  - Papilio mangoura Hewitson, 1875 – Mangoura Swallowtail
  - Papilio manlius Fabricius, 1798
  - Papilio microps Storace, 1951
  - Papilio phorbanta Linnaeus, 1771 – Papillon La Pature

- Grupul demolion:
  - Papilio demolion Cramer, [1776] – Banded Swallowtail
  - Papilio liomedon  Moore, [1875] – Malabar Banded Swallowtail
  - Papilio gigon C. & R. Felder, 1864
  - Papilio euchenor Guérin-Méneville, 1829

- Ungrouped species:
  - Papilio luzviae Schröder & Treadaway, 1991

- Grupul anactus:
  - Papilio anactus MacLeay, [1826] – Dingy Swallowtail

- Grupul aegeus:
  - Papilio aegeus Donovan, 1805 – Orchard Swallowtail
  - Papilio bridgei Mathew, 1886
  -  ?Papilio erskinei Mathew, 1886
  - Papilio gambrisius Cramer, [1777]
  - Papilio inopinatus Butler, 1883
  - Papilio ptolychus Godman & Salvin, 1888
  - Papilio tydeus C. & R. Felder, 1860
  - Papilio weymeri Niepelt, 1914
  - Papilio woodfordi Godman & Salvin, 1888 – Woodford’s Swallowtail

- Grupul godeffroyi:
  - Papilio amynthor Boisduval, 1859 – Norfolk Swallowtail
  - Papilio godeffroyi Semper, 1866 – Godeffroy's Swallowtail
  - Papilio schmeltzi Herrich-Schäffer, 1869

- Grupul polytes:
  - Papilio ambrax Boisduval, 1832 – Ambrax Butterfly
  - Papilio polytes Linnaeus, 1758 – Common Mormon
  - Papilio phestus Guérin-Méneville, 1830

- Grupul castor:
  - Papilio castor Westwood, 1842 – Common Raven
  - Papilio dravidarum Wood-Mason, 1880 – Malabar Raven
  - Papilio mahadeva Moore, [1879] – Burmese Raven

- Grupul fuscus:
  - Papilio albinus Wallace, 1865
  - Papilio antonio Hewitson, [1875]
  - Papilio diophantus Grose-Smith, 1883
  - Papilio fuscus Goeze, 1779 – Canopus Butterfly
  - Papilio hipponous C. & R. Felder, 1862
  - Papilio jordani Fruhstorfer, 1906 – Jordan's Swallowtail
  - Papilio noblei de Nicéville, [1889]
  - Papilio pitmani Elwes & de Nicéville, [1887]
  - Papilio prexaspes C. & R. Felder, 1865 – Andaman Helen
  - Papilio sakontala Hewitson, 1864

- Grupul helenus:
  - Papilio helenus Linnaeus, 1758 – Red Helen
  - Papilio iswara White, 1842
  - Papilio iswaroides Fruhstorfer, 1898
  - Papilio nephelus Boisduval, 1836 – Yellow Helen
  - Papilio nubilus Staudinger, 1895
  - Papilio sataspes C. & R. Felder, 1865

- Grupul memnon:
  - Papilio acheron Grose-Smith, 1887 – Acheron Swallowtail
  - Papilio ascalaphus Boisduval, 1836 – Ascalaphus Swallowtail
  - Papilio deiphobus Linnaeus, 1758
    - Papilio deiphobus rumanzovia Eschscholtz, 1821 – Scarlet Mormon

  - Papilio forbesi Grose-Smith, 1883
  - Papilio lampsacus Boisduval, 1836
  - Papilio lowi Druce, 1873 – Asian Swallowtail or Great Yellow Mormon
  - Papilio mayo Atkinson, 1873 – Andaman Mormon
  - Papilio memnon Linnaeus, 1758 – Great Mormon
  - Papilio oenomaus Godart, 1819
  - Papilio polymnestor Cramer, [1775] – Blue Mormon

- Grupul protenor:
  - Papilio protenor – Spangle
  - Papilio alcmenor C. & R. Felder, [1864] – Redbreast
  - Papilio macilentus Janson, 1877
  - Papilio taiwanus Rothschild, 1898 – Formosa Swallowtail

- Grupul bootes:
  - Papilio bootes Westwood, 1842 – Tailed Redbreast
  - Papilio elwesi Leech, 1889
  - Papilio maraho Shiraki & Sonan, 1934

Subgen nedenumit:
- Grupul agestor:
  - Papilio agestor Gray, 1831 – Tawny Mime
  - Papilio epycides Hewitson, [1864] – Lesser Mime
  - Papilio slateri Hewitson, 1853 – Blue-striped Mime

- Grupul clytia:
  - Papilio clytia Linnaeus, 1758 – Common Mime
  - Papilio paradoxa (Zincken, 1831) – Great Mime

- Grupul veiovis:
  - Papilio veiovis Hewitson, [1865]

- Grupul laglaizei:
  - Papilio laglaizei Depuiset, 1877
  - Papilio moerneri Aurivillius, 1919
  - Papilio toboroi Ribbe, 1907

- Nedenumit:
- Papilio osmana Jumalon, 1967
- Papilio carolinensis Jumalon, 1967

Subgenul Achillides Hübner, [1819]:
- Grupul paris:
  - Papilio arcturus Westwood, 1842 – Blue Peacock
  - Papilio bianor Cramer, [1777] – Chinese Peacock
  - Papilio blumei  Boisduval, 1836 – Green Swallowtail

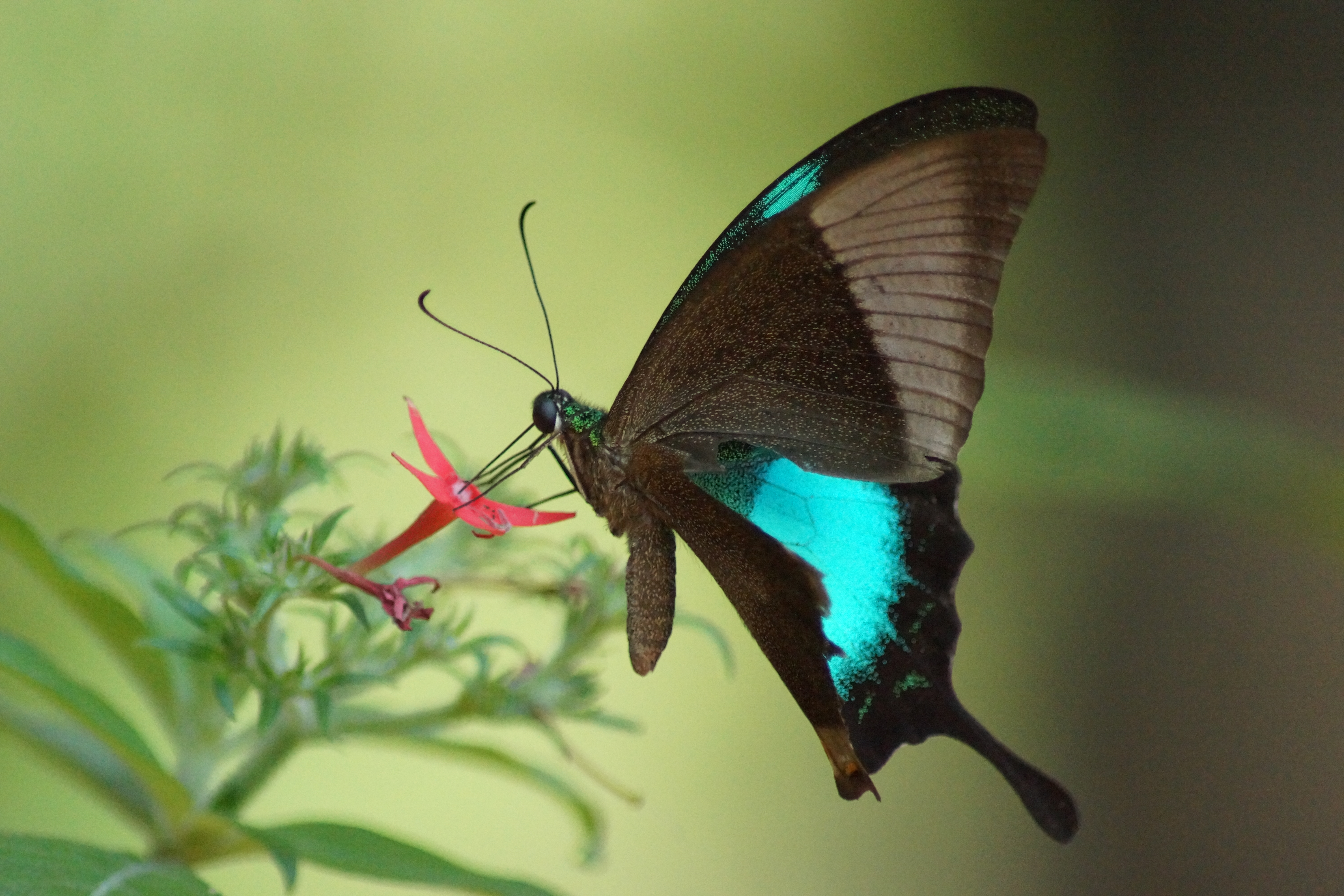
Malabar Banded Peacock (Papilio buddha)

  - Papilio buddha  Westwood, 1872 – Malabar Banded Peacock
  - Papilio chikae  Igarashi, 1965–  Luzon Peacock Swallowtail
  - Papilio crino  Fabricius, 1793–  Common Banded Peacock
  - Papilio dialis Leech, 1893 – Southern Chinese Peacock
  - Papilio doddsi Janet, 1896
  - Papilio elephenor   Doubleday, 1845 – Yellow-crested Spangle
  - Papilio hermeli Nuyda, 1992
  - Papilio hoppo Matsumura, 1908
  - Papilio karna C. & R. Felder, 1864
  - Papilio krishna Moore, 1857 – Krishna Peacock
  - Papilio  longimacula  Z.G. Wang & Y. Niu, 2002
  - Papilio  lorquinianus  C. Felder & R. Felder, 1865 -  Sea Green Swallowtail
  - Papilio maackii Ménétriés, 1859
  - Papilio montrouzieri  Boisduval, 1859
  - Papilio neumoegeni Honrath, 1890
  - Papilio palinurus  Fabricius, 1787 -  Fabricius, 1787
  - Papilio paris Linnaeus, 1758 – Paris Peacock
  - Papilio peranthus Fabricius, 1787
  - Papilio pericles Wallace, 1865
  - Papilio polyctor Boisduval, 1836 – Common Peacock
  - Papilio syfanius Oberthür, 1886
  - Papilio ulysses Linnaeus, 1758 -  Blue Mountain Butterfly

- Grupul palinurus:
  - Papilio buddha Westwood, 1872 – Malabar Banded Peacock
  - Papilio crino Fabricius, 1793 – Common Banded Peacock
  - Papilio palinurus Fabricius, 1787 – Emerald Swallowtail
  - Papilio blumei Boisduval, 1836 – Peacock or Green Swallowtail

- Nedenumit:
  - Papilio anchisiades Esper, 1788 – Ruby-spotted Swallowtail or Red-spotted Swallowtail
  - Papilio chikae Igarashi, 1965 – Luzon Peacock Swallowtail
  - Papilio peranthus Fabricius, 1787
  - Papilio pericles Wallace, 1865
  - Papilio lorquinianus C. & R. Felder, 1865
  - Papilio neumoegeni Honrath, 1890

- Grupul ulysses:
  - Papilio montrouzieri Boisduval, 1859
  - Papilio syfanius Oberthür, 1886
  - Papilio ulysses Linnaeus, 1758 – Ulysses, Mountain Blue, Blue Emperor, or Blue Mountain Swallowtail

Subgenul Heraclides Hübner, [1819]:
- Grupul anchisiades:
  - Papilio chiansiades Westwood, 1872
  - Papilio epenetus Hewitson, 1861
  - Papilio erostratus Westwood, 1847
  - Papilio hyppason Cramer, 1775
  - Papilio isidorus Doubleday, 1846
  - Papilio pelaus Fabricius, 1775
  - Papilio oxynius (Geyer, [1827])
  - Papilio rogeri Boisduval, 1836

- Grupul thoas:
  - Papilio andraemon (Hübner, [1823]) – Bahaman Swallowtail
  - Papilio androgeus Cramer, [1775] – Androgeus Swallowtail, Queen Page, or Queen Swallowtail
  - Papilio aristodemus Esper, 1794 – Schaus' Swallowtail or Island Swallowtail
  - Papilio aristor Godart, 1819 – Scarce Haitian Swallowtail
  - Papilio astyalus Godart, 1819 – Broad-banded Swallowtail or Astyalus Swallowtail
  - Papilio caiguanabus Poey, [1852] – Poey's Black Swallowtail
  - Papilio cresphontes Cramer, [1777] – Giant Swallowtail
  - Papilio homothoas Rothschild & Jordan, 1906
  - Papilio machaonides Esper, 1796
  - Papilio melonius Rothschild & Jordan, 1906
  - Papilio ornythion Boisduval, 1836 – Ornythion Swallowtail
  - Papilio paeon Boisduval, 1836
  - Papilio thersites Fabricius, 1775 – Thersites Swallowtail or False Androgeus Swallowtail
  - Papilio thoas Linnaeus, 1771 – Thoas Swallowtail or King Swallowtail

- Grupul torquatus:
  - Papilio garleppi Staudinger, 1892 – Garlepp's Swallowtail
  - Papilio hectorides Esper, 1794
  - Papilio himeros Hopffer, 1865 – Himeros Swallowtail
  - Papilio lamarchei Staudinger, 1892
  - Papilio torquatus Cramer, 1777

- Nedenumit:
  - Papilio okinawensis Fruhstorfer, 1898

Subgenul Pterourus Scopoli, 1777:
- Grupul troilus:
  - Papilio palamedes Drury, [1773] – Palamedes Swallowtail or Laurel Swallowtail
  - Papilio troilus Linnaeus, 1758 – Spicebush Swallowtail

- Grupul glaucus:
  - Papilio appalachiensis (Pavulaan & Wright, 2002) – Appalachian Tiger Swallowtail
  - Papilio canadensis Rothschild & Jordan, 1906 – Canadian Tiger Swallowtail
  - Papilio esperanza Beutelspacher, 1975 – Eesperanza Swallowtail
  - Papilio eurymedon Lucas, 1852 – Pale Swallowtail or Pallid Tiger Swallowtail
  - Papilio glaucus Linnaeus, 1758 – Eastern Tiger Swallowtail
  - Papilio alexiares Höpffer, 1866 – Mexican Tiger Swallowtail
  - Papilio multicaudata Kirby, 1884 – Two-tailed Swallowtail
  - Papilio pilumnus Boisduval, 1836 – Three-tailed Tiger Swallowtail
  - Papilio rutulus Lucas, 1852 – Western Tiger Swallowtail

- Grupul zagreus:
  - Papilio neyi Niepelt, 1909
  - Papilio zagreus Doubleday, 1847
  - (Papilio bachus) C. & R. Felder, 1865

- Grupul scamander:
  - Papilio birchallii Hewitson, 1863
  - Papilio hellanichus Hewitson, 1868
  - Papilio scamander Boisduval, 1836
  - Papilio xanthopleura Godman & Salvin, 1868

- Grupul homerus:
  - Papilio cacicus Lucas, 1852
  - Papilio euterpinus Salvin & Godman, 1868
  - Papilio garamas (Geyer, [1829])
  - Papilio homerus Fabricius, 1793 – Homerus Swallowtail
  - Papilio menatius (Hübner, [1819])
  - Papilio warscewiczii Hopffer, 1865

Subgenul Sinoprinceps Hancock, 1983:
- Papilio benguetanus Joicey & Talbot, 1923

- Grupul xuthus Hancock, 1983:
  - Papilio xuthus Linnaeus, 1767 – Asian, Xuthus, or Chinese Yellow Swallowtail